# Wrong Side of Heaven
«Wrong Side of Heaven» (с англ. — «Неправильная сторона рая») — сингл американской грув-метал группы Five Finger Death Punch с их четвёртого студийного альбома The Wrong Side of Heaven and the Righteous Side of Hell, Volume 1. На песню был выпущен клип, направленный в поддержку ветеранов, страдающих от ПТСР.

## Предпосылки
До выпуска клипа группа несколько раз выступала для военных.
По словам группы:

Мы хотели сделать что-то эффективное, чтобы помочь нашим ветеранам. Мы надеемся повысить осведомлённость о серьёзности их проблем и собрать деньги на благотворительность для организаций, которые спасают жизни ветеранов.
Оригинальный текст (англ.)We wanted to do something impactful to help our veterans. We hope to raise awareness for the seriousness of their issues and to donate to the organizations that are making a difference to better the lives of our veterans.
— 

## Клип
Клип на песню был снят Ником Петерсоном и выложен 11 августа 2014 года. Он посвящён проблемам ветеранов, страдающих от ПТСР, и содержит статистику о количестве бездомных ветеранов, ветеранов, страдающих от ПТСР, и их самоубийствах. По словам Золтана Батори, некоторые актёры из клипа также являются ветеранами.
После выпуска клипа группа организовала краудфандиговую кампанию на Indiegogo, а также запустила хештег и веб-сайт в поддержку ветеранов. В поддержку кампании группа посетила американскую военную базу, где исполнила песню и обсудила их истории борьбы с ПТСР.

## Отзывы
Энджел Орозко из American Forces Network хвалил видео, отмечая, что поддержка группы «не перестаёт удивлять». Дэн Ламот из The Washington Post, напротив, критиковал видео за неточность приведённой в нём статистики.

## Чарты
| Чарт (2014)                              | Высшая позиция |
| ---------------------------------------- | -------------- |
| Billboard Bubbling Under Hot 100 Singles | 12             |
| Hot Rock Songs (Billboard)               | 11             |
| Hot Mainstream Rock Tracks (Billboard)   | 2              |
| Rock Airplay (Billboard)                 | 12             |